# 광주경제자유구역
광주경제자유구역청(光州經濟自由區域廳, Gwangju Free Economic Zone Authority, GJFEZA)은  설립된 광주광역시청 산하 출장소로 임기 3년의 광주경제자유구역청장은 1급 상당(지방관리관 또는 지방전임계약직 1호)의 지방공무원으로 보한다. 광주광역시 북구 삼소로270번길 25(월출동 987)에 위치하고 있다.

## 설립 근거
- 경제자유구역의 지정 및 운영에 관한 법률

## 연혁
- 2021년 1월 27일 광주경제자유구역청 개청

## 조직

### 광주경제자유구역청장

##### 기획행정부
- 기획홍보팀
- 운영지원팀

##### 투자유치부
- 혁신생태계팀
- 인공지능융복합팀
- 자동차팀
- 에너지팀

##### 사업지원부
- 기업지원팀
- 개발사업팀
- 통합민원팀

## 역대 청장
광주경제자유구역청